# 99 Pułk Zmechanizowany
99 Pułk Zmechanizowany  (99 pz) – dawny oddział wojsk zmechanizowanych Sił Zbrojnych RP (Jednostka Wojskowa Nr 2702), stacjonujący w garnizonie Żagań i podporządkowany dowódcy 11 Dywizji Zmechanizowanej.

## Rodowód
Rodowód jednostki związany jest bezpośrednio ze zmaganiami wojennymi 4 Brygady Pancernej, której formowanie rozpoczęto 1 sierpnia 1944 r. W drugiej połowie września 1945 brygada przeformowana została na etat pokojowy o zmniejszonym stanie osobowym. W następnym miesiącu rozformowany został 1 Drezdeński Korpus Pancerny, a 4 BPanc. dyslokowana do Tarnowa i podporządkowana dowódcy Okręgu Wojskowego Nr V w Krakowie. 
W lutym 1946 r. 4 BPanc przeformowana została w 8 Pułk Czołgów (. W następnym roku jednostka została dyslokowana do Żurawicy i wzięła udział w akcji "Wisła". 30 marca 1949 oddział otrzymał nazwę wyróżniającą "Drezdeński".
W maju tego roku przeniesiony został do Żagania, do kompleksu koszarowego przy ulicy Szosa Żarska., podporządkowany dowódcy 11 Zmotoryzowanej Dywizji Piechoty i przeformowany w "8 Drezdeński Pułk Czołgów Średnich".
W 1957, w terminie do 15 sierpnia, jednostka przeformowana została w 8 Drezdeński Pułk Czołgów i Artylerii Pancernej (8 pczap). W następnym roku zmieniono numer jednostki wojskowej na "2702".
Na początku 1962 8 pczap przeformowany został ponownie w "8 Drezdeński Pułk Czołgów Średnich". Na przełomie 1964 i 1965 jednostka otrzymała na wyposażenie czołgi T-55. W 1967 dzień 22 kwietnia ustanowiony został dorocznym świętem jednostki.
W 1968 jednostka wzięła udział w operacji "Dunaj", w składzie 2 Armii. W sierpniu 1979 pułk, jako pierwszy w LWP otrzymał czołgi T-72.
W 1990 jednostka przeformowana została w 99 Drezdeński Pułk Zmechanizowany. We wrześniu 1991 pułk pozbawiony został nazwy wyróżniającej "Drezdeński".

## Skład

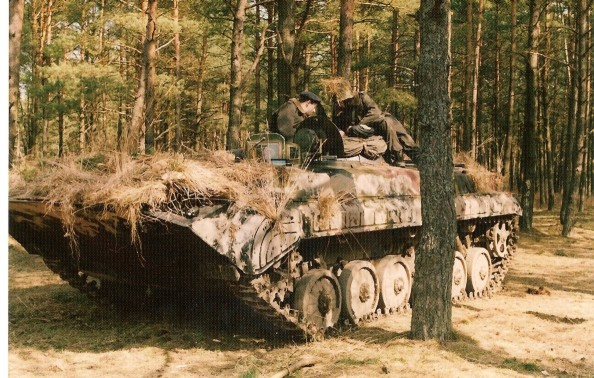
Podstawowy wóz bojowy pułku -(BWP-1)

- Dowództwo i sztab
- kompania łączności
- pluton regulacji ruchu
- 2 bataliony zmechanizowane
- 2 bataliony czołgów
- dywizjon artylerii samobieżnej
- dywizjon przeciwlotniczy
- bateria przeciwpancerna
- kompania saperów
- kompania rozpoznawcza
- kompania zaopatrzenia
- kompania remontowa
- kompania medyczna
- pluton chemiczny

## Przeformowanie
Decyzją Nr 12/MON ministra obrony narodowej z 22 kwietnia 1992 oddział przemianowany został na 89 Pułk Zmechanizowany.
W 1995 pułk przeformowany został w 34 Brygadę Kawalerii Pancernej.

## Przekształcenia
- 4 Brygada Pancerna 1944-1946
- 8 Drezdeński Pułk Czołgów 1946-1949
- 8 Drezdeński Pułk Czołgów Średnich 1949-1957
- 8 Drezdeński Pułk Czołgów i Artylerii Pancernej 1957-1962
- 8 Drezdeński Pułk Czołgów Średnich 1962-1990
- 99 Drezdeński Pułk Zmechanizowany 1990-1991
- 99 Pułk Zmechanizowany 1991-1992
- 89 Pułk Zmechanizowany 1992-1995
- 34 Brygada Kawalerii Pancernej od 1995